# 静脉注射免疫球蛋白
免疫球蛋白療法（英語：immunoglobulin therapy）是使用混合的抗體（正常人類免疫球蛋白）來治療多種身體的健康狀況。這些狀況有原發性免疫缺陷、特發性血小板減少性紫癜、慢性發炎脫髓鞘多發性神經病變、川崎氏病、某些愛滋病和麻疹、格林-巴利症候群等，以及當無法取得更具針對性的免疫球蛋白時，用以替代治療這類感染。
給藥方式有肌肉注射、靜脈注射或是皮下注射。用藥後的效力可維持數週。
用藥後常見的副作用有注射部位疼痛、肌肉痛和過敏反應。嚴重的副作用有腎臟問題、過敏性休克、血栓和溶血反應。不建議某些免疫球蛋白A缺乏症患者使用。個體於懷孕期間使用對於胎兒似乎相對安全。人類免疫球蛋白由血漿製成。此藥物含有多種對抗病毒的抗體。
人類免疫球蛋白療法首次出現於1930年代，而用於靜脈注射的製劑於1981年在美國獲准用於醫療用途，且已列入世界衛生組織基本藥物標準清單之中。此藥物的每種製劑均略有不同。市面上有許多特定的免疫球蛋白製劑，包括針對B型肝炎、狂犬病、破傷風、水痘感染和特發性血小板減少性紫癜的製劑。

## 醫療用途
免疫球蛋白療法用於治療多種疾病，其中許多涉及個體的抗體產生能力降低或是喪失 - 包括多種抗體完全缺失，免疫球蛋白G缺乏症（通常涉及免疫球蛋白G2或免疫球蛋白G3），還有抗體數量在正常範圍內，但品質不足的疾病（而無法像正常情況下對抗原做出反應，導致感染率或感染嚴重程度升高）。在此類情況下，使用此類藥物可增加個體擁有的免疫球蛋白G的數量/品質，賦予其以被動方式抵抗感染的能力。免疫球蛋白療法也用於治療許多其他疾病，包括許多自體免疫性疾病（例如皮肌炎），以減輕症狀的嚴重程度。免疫球蛋白療法也用於某些繼發性免疫抑制的治療，例如人類免疫缺乏病毒（HIV）、某些自體免疫性疾病（如特發性血小板減少性紫癜和川崎氏病）、某些神經系統疾病（多灶性運動神經病、僵人症候群、多發性硬化症和重症肌無力）、某些急性感染以及器官移植的一些併發症。
免疫球蛋白療法在某些急性感染病例中特別有用，例如兒童HIV感染，並且也被認為是某些自體免疫性疾病（如格林-巴利症候群）的標準治療方法。由於大量生產免疫球蛋白有其困難，加上需求量龐大，導致全球免疫球蛋白短缺日益嚴重，因而導致使用限制和配給出現。

## 副作用
雖然免疫球蛋白經常被長期使用，且普遍認為屬於安全，但此種療法可能產生嚴重的局部和全身性不良反應。皮下注射給藥的全身和局部風險都較靜脈注射為低（透明質酸酶輔助的皮下注射較傳統皮下注射的不良反應發生率為高，但不良反應發生率仍較靜脈注射為低）。
嬰兒、兒童和成人使用免疫球蛋白的嚴重副作用有胸部不適或疼痛、心肌梗塞、心跳過速、低血鈉症、溶血反應、溶血性貧血、血栓形成、肝炎、過敏性休克、背痛、無菌性腦膜炎、急性腎損傷、低血鉀性腎病、肺栓塞和輸血相關急性肺損傷。即使在製備免疫球蛋白製劑時已採預防措施，此種療法也仍有很小的機會將病毒傳播給用藥者。一些免疫球蛋白溶液還含有同種血凝素（isohemagglutinin），在罕見情況下，同種血凝素會觸發吞噬作用，而導致溶血反應（受到同種血凝素標記的紅血球被免疫系統識別為異物，而遭吞噬）。
長期以來，人們已知靜脈注射免疫球蛋白（IVIG）會導致新生兒和特發性血小板減少性紫癜患者出現周圍血嗜中性白血球計數下降（即嗜中性白血球低下），並在48小時內自行消退，無併發症。可能的致病機制包括由於抗嗜中性白血球抗體導致的細胞凋亡/細胞死亡，伴有或不伴有嗜中性白血球遷移到血液循環外的儲存池。
免疫球蛋白療法會干擾身體對減毒疫苗（如麻疹腮腺炎德國麻疹混合疫苗，MMR）產生正常免疫反應的能力，干擾時間可長達一年，可能導致血糖水平假性升高，並會干擾常用於診斷特定感染的許多基於免疫球蛋白G的測定結果。

## 給藥途徑

### 1950年代 – 肌肉注射
自1952年免疫球蛋白療法被發現後，每週經肌肉注射免疫球蛋白（IMIg）是標準做法（到1980年代大部分由靜脈注射（IVIg）取代）。

### 1980年代 – 靜脈注射
靜脈注射製劑在1980年代受到批准。靜脈注射可提供足夠數量的免疫球蛋白以達臨床療效，但此法仍有相當高的不良反應發生率（添加穩定劑可將不良反應降低）。

### 1990年代 – 皮下注射
皮下注射給藥途徑最早從1980年開始，但多年來被認為是次要選擇，通常只在個體周邊靜脈通路不再可能或無法耐受時才考慮。
雖然靜脈注射多年來一直是免疫球蛋白療法的首選途徑，但美國食品藥物管理局（FDA）在2006年批准第一個專為皮下注射使用的免疫球蛋白製劑。

## 高免疫球蛋白
高免疫血清和血漿含有大量抗體，抗體含量之所以如此之高，是因為個體曾從疾病中恢復，或接受過反覆免疫刺激的結果。高免疫血漿用於獸醫學，且高免疫血漿衍生物用於治療蛇咬傷。有科學家假設高免疫血清可能是有效治療薩伊伊波拉病毒感染的療法。

## 作用机制
對於静脉注射免疫球蛋白如何抑制有害炎症反应目前并没有明确定论，但普遍认为和抑制Fc受体有关，然而实际上静脉注射免疫球蛋白的初始靶是什么仍然不清楚。它可能是注射后，通过多个步骤在病人体内形成免疫复合物来发挥作用的。一旦这些免疫复合物形成，将会参与激活树状细胞上Fc受体的过程。而树状细胞会间接地引起抗炎反应，以降低自體免疫疾病或者炎症症状的严重程度。
此外，捐献者的抗体可能会直接与宿主血液中不正常的抗体结合，促进这类抗体的消除。又或者大量的抗体可能会刺激补体系统，导致加速清除抗体，包括有害的抗体。它还会封闭免疫细胞（巨噬细胞）的抗体受体，因此降低了这些细胞引起的损害，或者调理其吞噬作用。除此以外，它还会通过与T细胞、B细胞和单核球细胞膜上受体的互作用，来调理其免疫应答，以诱导免疫系统对自身细胞的容忍度。
近期的报告指出，对T细胞应用静脉注射免疫球蛋白，会导致其与小胶质细胞的配合能力降低。在这两者的供养环境中使用静脉注射免疫球蛋白的实验结果显示，肿瘤坏死因子α及白细胞介素10的水平都下降了。这增加了人们对静脉注射免疫球蛋白在中枢神经系统自體免疫疾病所引起的炎症反应中的作用的理解。

## 注意事项
- 这是一种G型抗体，因此对于需要A型抗体保护的周边组织，如眼、肺、消化系统以及泌尿系统等，是不能够提供完整的保护的；
- 伴性遗传无丙种球蛋白血症（英语：Agammaglobulinemia）的病人对全身型过敏反应这种最强烈的副作用是免疫的，因为他们没有任何抗体对治疗药物产生反应。对于A型抗体水平低下的患者来说，出现全身型过敏反应的风险会较高，因为他们其实是可以产生某些类型的抗体的；
- 如果副作用重新出现，建议减缓注射频率以及减少剂量。此外也建议更换其它牌子的制剂，因为某些人会对特定品牌的制剂产生过敏反应；
- 如果病人是糖尿病患者，则需要考虑使用的溶剂，因为某些溶剂含有高浓度的糖类，如葡萄糖和麦芽糖；
- 美国食品药品监督管理局（FDA）对静脉注射免疫球蛋白类产品的指引中要求产品必须：
  - 从至少1000个不同人所捐血液制备；
  - 必须含有IgG亚种1-4的所有种型；
  - IgG必须保持至少21天的生物活性和有效期；
  - 不包含来自HIV、乙型肝炎和丙型肝炎的样本；
  - 消灭病毒，并通过筛查；
- 它还可被用于调节免疫系统，并显示出对自體免疫疾病有效，如：复发缓解型多发性硬化病、重症肌无力、天疱疮（英语：pemphigus）、多發性肌炎（英语：polymyositis）、皮肌炎、韦格纳肉芽肿以及嗜伊紅性肉芽腫多發性血管炎等；
- 静脉注射免疫球蛋白可以用于孕妇；
- 可用于原因不明的习惯性流产，但其疗效存有争议；
- 该药物价格一直保持在每克75美元左右（当用量为每千克体重需要2克时，对于体重为100千克的病人来说需要花费约1万5千美元）；

## 剂量
静脉注射免疫球蛋白的剂量和具体使用场景有关。对于原发性免疫系统功能紊乱，需要每3至4星期按照每千克体重给药100到400毫克。而对于神经疾病和自體免疫疾病，则需要按照每千克体重给药2克，连续6个月每月注射5天，然后改成前一种方案的剂量。

### 获得FDA批准的适应症
- 同种异体骨髓移植
- 慢性淋巴细胞白血病
- 特发性血小板减少性紫癜
- 儿科艾滋病
- 原发性免疫缺陷
- 川崎病
- 慢性發炎脫髓鞘多發性神經病變（仅Talecris制造的"Gamunex"牌药品于2008年根据美国罕见病药物法律条款被批准应用于此病）
- 肾移植（在受供方高抗体或者与捐献者ABO不相容的情况下）

2004年，FDA批准了Cedars-Sinai静脉注射免疫球蛋白疗法，该疗法可以成功清除肾移植受供方血液中约90%-95%的抗体，因而可以接收从任意ABO血型和组织匹配情况的健康供体取出的肾脏并存活。

### 仿單標示外使用
- 自闭症
- 毛细血管渗漏症候群（英语：Capillary leak syndrome）
- 慢性疲劳综合症
- 伪膜性结肠炎
- 皮肌炎和多發性肌炎
- 弥漫性毒性甲状腺肿所引起的眼征
- 格林-巴利综合症
- 肌肉萎缩症
- 包涵体肌炎（英语：Inclusion body myositis）
- 不孕
- 藍伯－伊頓肌無力症候群
- 红斑性狼疮
- 多灶性运动神经病
- 多发性硬化症
- 重症肌无力
- 新生儿特发性血小板减少性紫癜
- 细小病毒B19（英语：Parvovirus B19）
- 天疱疮
- 输血后紫癜（英语：Post-transfusion purpura）
- 肾移植排斥反应
- 自发性流产
- 干燥综合征
- 僵人综合征
- 腫瘤伴隨性眼球震顫-肌陣攣症候群（paraneoplastic opsoclonus-myoclonus）
- 严重败血症和败血性休克的危重成年人[43]
- 中毒性表皮坏死松解症（英语：Toxic Epidermal Necrolysis）（TEN）
- 在B细胞慢性淋巴细胞白血病和多发性骨髓瘤，以及许多罕见的免疫球蛋白合成缺陷疾病中（例如伴性遺傳無丙種球蛋白血症和X染色體性無丙種球蛋白血症（英语：X-linked agammaglobulinemia）），通过静脉注射免疫球蛋白来保持病患的免疫球蛋白水平，以避免感染。

## 社會與文化

### 經濟學
在英國，一劑的費用在11.20英鎊到1,200.00英鎊之間（根據種類和劑量而定，由國民保健署（NHS） 負擔）。在美國，一劑抗毒液血清可能要花費數千美元。

### 品牌名稱
由於免疫球蛋白是生物製劑，各種品牌之間不一定可互換使用，在更換品牌時必須謹慎。靜脈注射製劑的品牌名稱有Flebogamma、Gamunex、Privigen、Octagam和Gammagard等，而皮下注射製劑的品牌名稱有Cutaquig、Cuvitru、HyQvia、Hizentra、Gamunex-C和Gammaked等。

### 供應問題
美國是少數允許付費給血漿捐贈者的國家之一，因此成為全球血漿衍生藥品（包括免疫球蛋白）的主要供應國，歐盟用量中有超過50%來自美國。 然而，歐洲聯盟執行委員會基於道德和安全考量，主張不應付費給血漿捐贈者。但研究顯示，完全依賴自願捐贈的血漿可能導致免疫球蛋白短缺，迫使歐盟成員國不得不向實施血漿捐贈補償制度的國家進口相關產品。。
澳大利亞也是實施自願捐血（不支付費用）的國家，為應對不斷增長的需求，並降低本地生產免疫球蛋白不足現象，已經實施多項計劃，包括首次捐血者採用的是血漿捐贈、更優良的捐贈流程、設立血漿捐贈中心以及鼓勵現有的捐血者考慮僅捐贈血漿。

## 研究
一項小型人體臨床試驗的實驗結果，顯示免疫球蛋白可能減慢[阿茲海默症]]的進展速度。但在隨後的第三期臨床試驗中，並未發現此益處。美國於2020年5月批准一項關於高濃度靜脈免疫球蛋白療法對重症COVID-19的療效和安全性的第三期臨床試驗。在蠍子蜇傷和蛇咬傷的抗毒液血清臨床試驗中，異源免疫球蛋白衍生物的療效已取得證實。